# IMTC
Le Groupe IMTC (International Maritime Transport Corporation) est une compagnie maritime marocaine fondée en 1987 par le Commandant Karia Mohammed. Au bout de 20 ans, la compagnie a pu se positionner dans le marché marocain, en offrant à sa clientèle un service de transport complet en lignes régulières entre le Maroc et l'Europe à des tarifs compétitifs, en feedering container[Quoi ?] national et international, dans les transports de passagers, de véhicules et de camions dans le détroit de Gibraltar.
En 2013, la compagnie a rencontré de graves difficultés, qui l'ont forcée à interrompre ses activités,,.

## Filiales du groupe
- IMTC (Armateur de 11 navires) :
  - 2 car-ferrys,
  - 7 porte-conteneurs,
  - 2 navires rouliers.
- Comarship (Consignation de navires)
- CCL (Casablanca Container Logistics)
- IMTC Voyages (Agence de voyages)